# Нурхаці
Нурхаці́ (спрощ.: 努尔哈赤; кит. трад.: 努爾哈赤; піньїнь: Nǔ'ěrhāchì), також Нурхачі, храмове ім'я Тайцзу (кит. трад.: 太祖; піньїнь: Tàizǔ; 21 лютого 1559 —
30 вересня 1626) — чжурчженський (маньчжурський) полководець, дипломат, державний і політичний діяч із роду Айсін Ґьоро; вождь чжурчженів області Цзяньчжоу.
Об'єднав усі племена чжурчженів Маньчжурії й заснував маньчжурську династію Пізня Цзінь. Перший хан тієї династії (1616-1626). Засновник незалежної маньчжурської держави, яка 1609 року отримала офіційну назву Цзінь («Золота»), а від 1636 року перейменована сином Нурхаці, Абахаєм, на «Чисту» — Цін. Розпочав завоювання китайської династії Мін.

## Імена, девіз та титули
З маньчжурської мови ім'я Нурхаці тлумачиться як "шкура дикого кабана". Посівши трон правителя маньчжурської держави, він отримує нове храмове ім'я Тай-цзу (кит. спрощ. 太祖, піньїнь: Tàizǔ, дослівно: «Великий родоначальник»), що традиційно присвоювалося засновнику династії.  Його манчжурський титул хана (Geren gurun-be ujire genggiyen Han) буквально перекладається як «Видатний хан, що переважає над усіма народами». Також він отримав посмертне ім'я, скорочена форма якого — Гао-ді (кит. 高皇帝, піньїнь: Gāo Huángdì; манчж. Dergi hūwangdi) «Імператор Гао».
Девіз правління Нурхаці – Тяньмін (кит. 天命 , піньїнь: Tiānmíng; манчж. Abkai Fulingga; монг. Tengri-ün Bosogtu), що в перекладі означає «Імператор із небесним мандатом», «Імператор за небесним наказом», «Імператор, визначений долею».

## Походження та юні роки
Походив Нурхаці із чжурчженського роду Тун, що переселився під натиском корейських військ в Південну частину Маньчжурії з гори Пектусан (кит. 长白山 Байтоушань) в першій половині XV століття.
Син одного з володарів чжурчженьского спадку Маньчжоу Таші народився у 1559 році у твердині Хетуала біля підніжжя гір Хулань-Хада (на території нинішнього Північно-Східного Китаю). Матір Нурхаці померла, коли йому було 10 років. Він виховувався мачухою, яка хотіла, щоб її діти були єдиними спадкоємцями влади, тому вигнала майбутнього Тайцзу з рідного дому.
У зв'яку зі смертю батька та діда, від рук китайських солдат внаслідок міжусобних війн між чжурчженьскими племенами у 1582 році, у 16-річному віці він став головою аймака, а його військова могутність полягала лише в 13-ти латниках, що складали дружину його батька. Юнак був атлетичної статури, мав прекрасні риси обличчя, погляд сповнений вогню і проникливості, а мова відображена суворою важливістю і силою та благородність — рано доставили сироті почесне прізвисько: «Суре-бейле» — мудрого Бейлі; а як подяка за його великі справи — нащадки прикрасили його ім'я званням «Тайцзу» — верховний предок.
Але, на жаль, юний вік спадкоємця не сприяв підтримці та захисту захоплених володінь та підкорених народів. Вони, обкладені даниною, по смерті завойовника Цзин-цзу, намагалися повернути свою незалежність. Таким чином, падіння могутності що тільки-но почала зароджуватися, очевидно, було неминучим і Нурхаці, який володів кількома бідними хатинами містечка Хету-ала, оточеного ворогами або зрадниками, здавався беззахисною жертвою сильних сусідів та політики Китаю.
У цей період юнак вперше проявляє свою рішучість і пише правителям Китаю лист із погрозами, в якому ім'ям неба клянеться в ненависті до Імперії за порушення всіх прав людства і безневинну загибель своїх предків. Тон листа насторожив главу Китаю і уряд, не бажаючи помсти від роздратованих племен, відправив до Нурхаці посла з повідомленням, що в імператорському дворі нічого не знали про такі події, а нещасна смерть двох можновладних осіб маньчжурського дому була жахливою помилкою. У підтвердження свого співчуття, вони повертають йому тіла убитих предків з подарунками, як запорука доброзичливих почуттів Китаю. Однак Тайцзу відмовили у видачі Нікань-вайланя, — головного винуватця всіх лих, а на повторні вимоги Китай відповів погрозами, так як він у змозі позбавити свого непокірного васала всіх колишніх переваг і звести в сан верховного правителя країни ворога маньчжурського дому. Слова посла справили дуже глибоке враження на всіх людей, родичів Нурхаці і вони хотіли силою змусити його підкоритися волі Китайського уряду, але Тайцзу, оцінивши небезпеку, припинив свої вимоги. Імперія, задовольнившись покірністю свого васала, дала йому спокій.
В умовах тогочасної дійсності сила виступала основним аргументом у вирішенні будь-яких конфліктів. Нурхаці також пішов цим шляхом. Дев'ять років його відносини з непримиренними ворогами були дуже невизначені. Нікань-вайлань, винуватець загибелі батька та діда Нурхаці, заспокоєний бездіяльністю Тайцзу, сміливіше виявляв свої плани на сусідні аймаки. Проте, Нурхаці, досягнувши 25-ти річного віку, все ж наважився здійснити ті наміри, що вже давно зародилися в його душі.
У 1583 році Нурхаці, з 13-ма латниками, несподівано з'явився біля воріт Туруня, де жив Нікань-вайлань. Так як місто було не готове до захисту, то воно негайно визнало над собою владу маньчжурського Бейлі, але Нікань-вайлань, зі своєю сім'єю, встиг утекти. У 1584 році Тайцзу захопив Турунь. Це стало поворотним моментом у подальшій долі Нурхаці.
Несподіваний завойовницький рух Тайцзу спричинив побоювання в усіх сусідніх володіннях. Аймаки, налякані помстою людини яка мала на це право, поспішали прийняти сторону Нікань-вайланя, а нащадки шести Бейл, які бачили в діях свого родича лише божевільні спроби боротися з Китаєм, у храмі предків урочисто поклялися його вбити. Наймані вбивці стежили за всіма рухами Тайцзу; неодноразово проникали майже в саме його житло; одного разу, під самим вікном, загинув від їхнього меча вірний охоронець Бейли і ніж зрадників вже виблискував над головою Нурхаці, але все обійшлося.
І в той час, коли вороги маньчжурського володаря з дня на день очікували бачити перед собою його труп, він, із невеликою кількістю безстрашних воїнів, пішов війною проти міст Чжао-цзя і Мардунь, знаменитих в країні своєю неприступністю. Обидві фортеці розташовувалися на висотах, оточених кам'яних горами; лише тісні проходи вели до міських стін. Вершники майже на собі піднімали коней. Під стінами мурів їх очікували ворожі стріли, але повні мужності, під прикриттям довгих дерев'яних щитів, вони змогли здобути перемогу.
Звівши рахунки з Нікань-Вайланем, Нурхаці не тільки вчинив акт кровної помсти, а й значно підвищив власний престиж, бо як відомо: «ідуть за сильними». Геройський подвиг Тайцзу мав блискучий успіх, родичі Бейл, здивовані його досягненнями забули про ворожнечу і об'єдналися з ним для блага і слави свого роду. Невеликі сусідні володіння, не сподіваючись витримати боротьби з небезпечним ворогом, шукали нагоди добровільно, покірно примиритися з колишнім своїм повелителем, а Нікань-вайлань, гнаний помстою з міста в місто, зник в Олхоні, поблизу кордонів Китаю, але жити йому лишилося недовго. У 1586 році 40 маньчжурських солдатів вступили на чужі території і відрубали зраднику голову.
Крім того, успіхи військової кампанії Тайцзу спонукали уряд династії Мін піднести йому у 1589 році звання дуду-цянині, а через 6 років присвоїли пишний титул лунху-цзянцзюня зі щорічним окладом у 800 лан срібла.
Чутки про Нурхаці як про сміливого отамана поширювалися серед його війська. До нього приєднувалися і чужинці, незадоволені своїми старійшинами. Збільшення територій, підвладних Нурхаці, посилювало його вплив у військових та економічних відносинах. Зі збільшенням числа підданих зростала кількість воїнів. У той же час зростання чисельності працюючого населення збільшувало приватні доходи Нурхаці. У нього стали більші прибутки традиційних продуктів маньчжурської землі, які користувалися попитом на китайському ринку (хутра, мед, женьшень, коні, перли). На значення могутності Нурхаці щодо зовнішньої торгівлі звернув увагу В. Горський: «Торгівля цілої країни з осередком у володінні Нурхаці, — писав він, — яке завдяки своєму вигідному положенню перемогло суперництво інших доль».

## Об’єднання маньчжурів та створення Маньчжурської держави
Династія Цзінь була заснована осілими землеробами,  чжурчженями. Це тунгуський народ, який спочатку населяв територію китайських провінцій Гірін і Хейлунцзян. Маньчжурів іноді неправильно називають кочівниками,  якими вони не були. 
У травні 1585 року ще до завоювання племені суксухухе, Нурхаці здійснив перший похід на плем'я чжечень, що проживало в басейні верхньої течії річки Хуньхе, на південь від хребта Ордо і на північ від Уліншаня. У 1588 році на сторону Нурхаці перейшли два старшини племені дун'о, після чого і все плем'я приєдналося до Маньчжоу. У тому ж 1588 році Нурхаці остаточно завершив підкорення ряду фортець і селищ племені хуньхе, які до цього часу ще залишалися поза межами впливу Нурхаці: чжаоцзі, ханцзялу, чжакумулу і дунцзя.
До 1589 р. Нурхаці об'єднав під своїм началом усі землі, які в уявленні мінської влади становили територію караулів Цзіньчжоу і Маолянь. 
Хулуньскі вожді намагалися встати на шляху Нурхаці. З ініціативи ехеських старшин у 1593 році проти нього утворилася коаліція з 9 племен (ехе, хада, ула, хойфа, хорчін, сібо, гуалча, чжушелі, неін). Тоді це різноплемінне воїнство зазнало нищівного розгрому,і хулуньскі вожді пішли на мирову. 
На наступному етапі завоювань Нурхаці підкорив племена так званого Чанбошаньского об'єднання - ялуцзян, неінь і чжушелі (1589-1599 рр.). У листопаді 1593 року Нурхаці підпорядкував своїй владі плем'я чжушелі. У квітні 1594 року він остаточно приєднав до своїх володінь плем'я неінь. У жовтні 1599 року завоював і підкорив своїй владі плем'я хада після семиденної битви під містечком Хада, центром цього племені. У червні 1607 року війська Нурхаці напали на три райони племені воцзі - хесіхей, емохесулу і фонехетокесо, де захопили в полон 2 тисячі осіб.
У вересні 1619 року війська Нурхаці оточили фортецю другого вождя ехе – Буянгу, а на схід від неї взяли штурмом Дунчен, резиденцію головного вождя племені ехе Цзінь-тайши. Гарнізони інших обложених містечок ехе, дізнавшись про падіння Дунчен, добровільно здалися маньчжурам. Велика частина населення племені ехе була уведена в Маньчжоу і приєднана до складу Восьми маньчжурських прапорів.
В результаті воєн росло багатство знаті. На зміну патріархальному устрою приходили відносини класового суспільства з властивим їм апаратом державної влади. Тоді очолюване Нурхаці об'єднання заявило про себе на міжнародній арені. У ставку Нурхаці стали приїжджати посланці корейського двору, монгольських правителів. Одного разу мінське керівництво побачило характерні знаки, що відокремлюють володіння Нурхаці від території імперії Мін. У таких умовах офіційне оголошення створення у Східній Азії нової держави не примусило себе довго чекати. У 1616 р Нурхаці сповістив про появу Пізньої Цзіньскої імперії і про прийняття ним імператорських атрибутів. Рокам свого правління він присвоює девіз «Тянь-мін». Із таким девізом Тайцзу випускав монету. Він починає одягатися в жовтий одяг і, як мінський імператор, говорити про себе «Ми». Розділив війська на прапори (ці) Жовте, Червоне, Синє і Біле, кожне з яких в свою чергу поділялося на цаньлін (на кшталт полків), які складалися з 2-5 цзолін (чот). На чолі прапору стояв дутун (на кщталт генерала).
Ця акція мала важливе політичне значення. Об'єднання чжурчженських племен, яких мінські правителі вважали своїми васалами, тепер було зведено в ранг незалежної держави. Престижу мінського двору було завдано серйозного удару. Згідно догмам неоконфуціанської ідеології, лише імператор Китаю, як Син Неба, був владикою всіх народів і земель. Тут же «варвар з Цзіньчжоу», «Васал» імперії, поставив себе нарівні із владикою Піднебесної. 
Через два роки Нурхаці оголосив маніфест під назвою «Сім великих образ» і відкрито протиставив себе династії Мін, сподіваючись підкорити ті маньчжурські племена, які все ще залишалися її васалами. 
Щоб змусити уряд імперії Мін визнати факт існування нової держави, Нурхаці провів військові демонстрації, але згодом запропонував управлінню імперії Мін вирішити справу миром. У відповідь на це, китайці вирішили покінчити з «варваром-самозванцем», що наважився кинути виклик Синові Неба. 
У 1619 р. китайська армія рушила на володіння Нурхаці. 240 тис. мінських солдат Нурхаці протиставив 60 тис. своїх воїнів, і вони перемогли. Однак, як свідчать факти, ще до того, як Нурхаці оголосив війну імперії Мін, її правителі силою зброї намагалися встановити в Маньчжурії вигідний для них порядок. Наприклад, В. Л. Котвіч також виступає проти традиційної установки китайської історіографії щодо причин конфлікту маньчжурів з мінським Китаєм: «Рух маньчжурів почався як реакція проти негативних сторін їх діяльності серед інородців». 
Маньчжури, озброєні в основному луками і стрілами, відвоювали свою державу у мінської армії, чисельність якої значно перевищувала їхню і мала у своєму розпорядженні гармати та пищали. В організації відсічі мінським військам підтвердилися здібності Нурхаці як полководця. А.В. Гребенщіков вважав, що Нурхаці не поступався військовою майстерністю Фрідріху Великому і Наполеону. 
Розгром китайської армії в Маньчжурії вирішив наперед долю міста Кайюань, самої північній мінської фортеці на Ляодуні. Захопивши Кайюань, восени того ж 1619 року, воїни Нурхаці заволоділи територією ехе. Тоді, у 1619 році,  імперія Мін остаточно втратила вплив на північно-східній території  від Ляодуна, де виникла маньчжурська держава на чолі з колишнім «данником» Нурхаці. Протягом наступних семи років Нурхаці зумів вигнати китайців на схід від р.Ляохе. Після серії військових успіхів він переніс свою столицю із Хету Ала по-черзі у відвойовані в уряду Китаю міста на Ляодунському півострові: спочатку, у 1621 році, в Ляоян, а потім, у 1625 році, в Шеньян (Мукден). Це місто панувало над головними дорогами в Пекін, Монголію, Корею. Чотири роки витратили на відбудову нової столиці.
Перемістивши свій двір на півострів, Нурхаці отримав доступ до великої кількості ресурсів, що дозволило йому підтримувати постійний контакт із союзними монголами на рівнинах Монголії. Дружелюбність Нурхаці у відносинах із монгольськими племенами була спричинена прагнення разом боротися зі спільним ворогом, тобто з династією Мін. Нурхаці прагнув скріпити альянс із хорчинськими монголами через перехресні шлюби між елітами чжурчженів і монголів, причому не зупинявся перед застосуванням військової сили проти кланів, які заперечували проти цього. 
Розмістивши свою ставку в Ляояні, Нурхаці керував подальшими операціями проти мінів. Маньчжури майже впритул наблизилися до Великої стіни. У 1626 році Нурхаці безуспішно намагався взяти місто-фортецю Нін'юань. Результат бою не в його користь вирішили європейські гармати, поставлені на стінах Нін'юан.

## Смерть Нурхаці
Значні марні втрати, отримані внаслідок невдалої облоги Нін’юаня, очевидно, дуже вразили Нурхаці. У нього відразу зіпсувалося здоров'я. Смерть застала Нурхаці в невеликому селищі, коли він повертався до своєї столиці Мукден. Сталося це восени 1626 року. На той час йому було 68 років. Але створена ним держава не померла з ним. Його син утвердився на імператорському троні в Пекіні, поклавши початок маньчжурській династії в Китаї.

## Реформи Нурхаці
Підкоривши у 1594 році чанбайшанські племена, Нурхаці зосередив увагу на зміцненні своєї держави. За дуже короткий час йому вдалося згуртувати всі раніше завойовані уділи в єдине ціле. Самостійності родових старшин прийшов кінець. Для укріплення внутрішньої згуртованості, Нурхаці суворо карав за зраду та інші безчесні вчинки. Приписи на зразок «не кради», «бережи вірність», що мали силу закону, відносяться ще до початку діяльності Нурхаці по збиранню чжурчженьских земель. Згадані заповіді слід розглядати як перші кроки у створенні маньчжурського законодавства. 
У 1616 році Нурхаці найсуворіше заборонив князям (Бейле) чинити самосуд. Також він запровадив практику розбору в суді з виясненням усіх обставин скоєння того чи іншого злочину.  У 1599 році, для поповнення казни, Нурхаці налаштував добування золота та срібла. Підтримував заняття ремеслами. 
Крім таланту полководця успіхам Нурхаці сприяла нова військова організація, введена ним у 1601 році. Він відмовився від родового або поселенського принципу при комплектуванні військових підрозділів. В умовах, коли війни становили одну зі сторін життєдіяльності держави Нурхаці, назріла необхідність надати цій величезній кількості людей, що знаходиться під владою верховного ватажка, єдині організаційні форми і відповідне керівництво. Початковою одиницею стає нюру з  чисельністю - 300 чол., а нюруечжень виступає тепер не як ватажок ополченців, а як офіцер, тобто військовий чиновник на державній службі. Нюру склалися в корпуси. У 1601 р їх було 4, а в 1614 р. додалося ще 4. 
Для зміцнення самостійності маньчжурської держави Нурхаці не тільки наперед приймає зовнішньополітичні та військові міри, а й проводить економічні реформи. Щоб послабити залежність Маньчжурії від Китаю і Кореї із закупівель хліба, він розширює площі запашки. У 1615 р. було наказано, щоб 22 300 воїнів складали нюру під командою нюрунечжена або цзолиціна, 5 нюру - чале (полк) під керівництвом чалечжангіна або цаньліна, 5 чале - їж, під командою дутуна, 2 кушая - прапор.
Так як війни були однією з форм життєдіяльностісти військово-феодальної держави Нурхаці, то вони вимагали постійного поповнення людськими ресурсами. Це досягалося шляхом покореня інших частин, військових походів у віддалені території з метою захоплення полонених. Робив Нурхаці заходи і для збільшення природного приросту населення. Наприклад, у 1611 році було виявлено понад 1 тис. чоловіків, що не мали можливості завести сім'ю. За наказом Нурхаці, частині з них дали дружин, а іншим із казни виділили кошти, щоб вони самі одружилися. До початку XVII ст. родоплемінне об'єднання чжурчженів під керівництвом Нурхаці досягло внутрішньополітичної стабільності.
Важливе значення у справі національної консолідації підвладного Нурхаці населення мала поява у 1599 році маньчжурської письменності. До цього, в листуванні з мінським урядом маньчжурські ватажки використовували чжурчженську писемність і додавали китайський переклад. У службове й особисте листування  велося монгольською мовою.  У 1599 році він наказав своєму секретарю Ердені Геда створити маньчжурську національну писемність. Її поява сприяла усвідомленню національної спільності у раніше розрізнених народів.